# Détroit d'Hecate
Pour les articles homonymes, voir Hécate (homonymie).

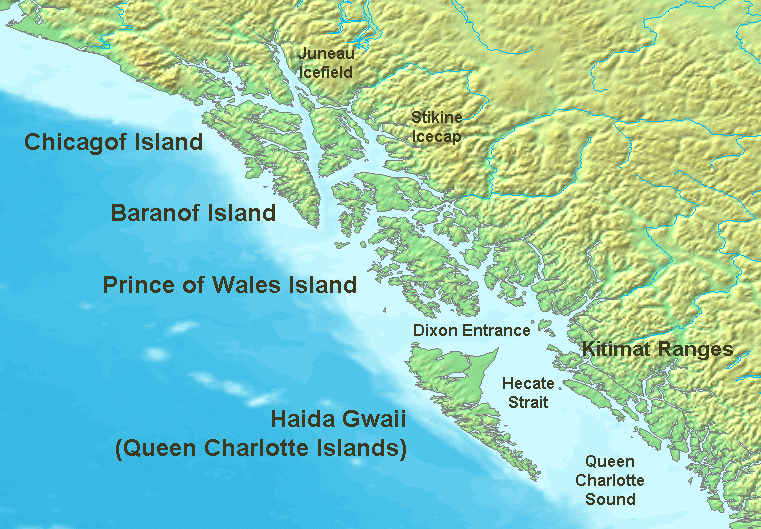
Îles et principaux détroits et passages de la côte américaine du nord-ouest.

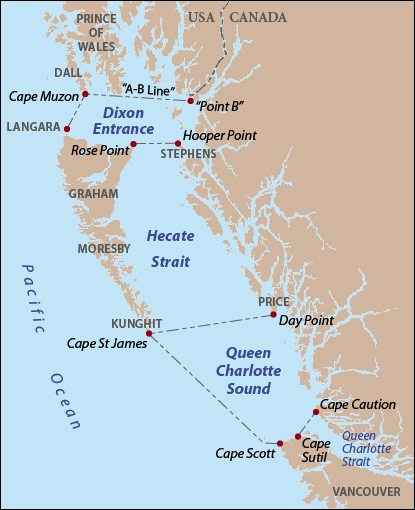
Le détroit d'Hecate tel que dessiné par le Système d'information sur les noms géographiques de Colombie-Britannique, ainsi que le détroit de la Reine-Charlotte et l'entrée Dixon. La frontière internationale entre le Canada et les États-Unis suit le canal Portland jusqu'au point B, puis de là jusqu'au Cap Muzon. La section A-B de la frontière est contestée.

Le détroit d'Hecate (en anglais Hecate Strait ou Strait of Hecate, en langue haïda Seegaay) est un large chenal peu profond qui sépare l'archipel de Haïda Gwaïi de la partie continentale de la Colombie-Britannique au Canada. Durant la dernière période glaciaire, le niveau de la mer étant plus bas, cette zone était une grande plaine s'étendant jusqu'à la péninsule Olympic et incluant le bassin de la Reine-Charlotte.  
Le détroit relie l'entrée Dixon en Alaska au nord, au bassin de la Reine-Charlotte au sud. Il est long de 267 km pour une largeur variant de 64 à 129 km. Le détroit abrite d'importantes pêcheries de saumons et de flétans. Du fait de sa faible profondeur, ce détroit est un lieu d'orages fréquents et de mauvais temps.

## Histoire
Les Haïdas traversaient le détroit pour aller attaquer les villages côtiers continentaux, piller et faire des esclaves. Seuls les Haïdas connaissaient les courants du détroit et ne pouvaient donc pas être suivis par les tribus continentales. Le détroit constituait alors une des défenses principales de la nation Haïda contre les attaques des autres tribus.
L'explorateur espagnol Jacinto Caamaño est le premier Européen à naviguer dans le détroit en 1792.

## Flore et faune
Le détroit est l'un des rares lieux au monde où l'on trouve des éponges de verre. Les zones où se trouvent ces éponges dans le détroit sont protégées de la pêche commerciale. 

## Toponyme
Le capitaine George Henry Richards a donné au détroit le nom de son bateau d'exploration, le HMS Hecate, un sloop à roues à aubes britannique qui faisait des relevés hydrologiques du littoral du Pacifique Nord de 1860 à 1863.

## Activités économiques
Durant les années 1950 et 1960, des forages pétroliers ont été effectués dans le sud de détroit d'Hecate. Ces forages ont été arrêtés en 1972.

## Source
- (en) Cet article est partiellement ou en totalité issu de l’article de Wikipédia en anglais intitulé « Hecate Strait » (voir la liste des auteurs).